# Tóma Maszaaki
Tóma Maszaaki (japánul: 當 麻 政 明) (Fukujama, Hirosima prefektúra, 1973. június 2. –) japán nemzetközi labdarúgó-játékvezető.

## Pályafutása

### Nemzeti játékvezetés
A játékvezetői vizsgát az utolsó egyetemi évében 1996-ban tette le. Nemzeti labdarúgó-szövetségének megfelelő játékvezető bizottságai minősítése alapján jutott magasabb osztályokba. 2002-től a J. League 2, 2004-től a J. League 1 játékvezetője. 2008-ban lett a J. League Division 1 játékvezetője. A küldési gyakorlat szerint rendszeres 4. bírói szolgálatot is végez. J. League Division 1 mérkőzéseinek száma: 132 (2015. július 15.).

### Nemzetközi játékvezetés
A Japán labdarúgó-szövetség (JFA) Játékvezető Bizottsága (JB) terjesztette fel nemzetközi játékvezetőnek, a Nemzetközi Labdarúgó-szövetség (FIFA) 2005-től tartja nyilván bírói keretében. A FIFA JB központi nyelvei közül a angolt beszéli. Több nemzetek közötti válogatott, Ázsiai Bajnokok Ligája és AFC-kupa klubmérkőzést vezetett, vagy működő társának 4. bíróként segített. Az első Japán bíró, aki egy csereprogram keretében az Angol labdarúgókupa selejtező sorozatában tevékenykedhetett.

#### Angol labdarúgókupa
| Időpont            | Helyszín                     | Mérkőzés típusa           | Mérkőzés                         | Eredmény | Nézők száma |
| ------------------ | ---------------------------- | ------------------------- | -------------------------------- | -------- | ----------- |
| 2011. november 12. | Griffin Park Stadion, London | előselejtező (1. forduló) | Brentford FC–Basingstoke Town FC | 1 – 0    | 3553        |

#### Labdarúgó-világbajnokság
A világbajnoki döntőkhöz vezető úton Brazíliába a XX., a 2014-es labdarúgó-világbajnokságra a FIFA JB játékvezetőként alkalmazta. Selejtező mérkőzéseket az AFC zónában vezetett.

##### 2014-es labdarúgó-világbajnokság

###### Selejtező mérkőzés
| Időpont             | Helyszín                              | Mérkőzés típusa                   | Mérkőzés          | Eredmény | Nézők száma |
| ------------------- | ------------------------------------- | --------------------------------- | ----------------- | -------- | ----------- |
| 2011. szeptember 2. | Azadi Stadion, Teherán                | előselejtező (3. kör; E. csoport) | Irán–Indonézia    | 3 – 0    | 75 000      |
| 2011. október 11.   | Központi Stadion, Bejrút              | előselejtező (3. kör; B. csoport) | Libanon–Kuvait    | 2 – 2    | 32 000      |
| 2012. február 29.   | Sultan Qaboos Sports Stadion, Maszkat | előselejtező (3. kör; D. csoport) | Omán–Thaiföld     | 2 – 0    | 22 000      |
| 2012. június 12.    | Városi Stadion, Kojang                | előselejtező (4. kör; A. csoport) | Dél-Korea–Libanon | 3 – 0    | 36 756      |
| 2013. június 11.    | Azadi Stadion, Teherán                | előselejtező (4. kör; A. csoport) | Irán– Libanon     | 4 – 0    | 91 300      |

#### Ázsia-kupa
Katar rendezte a 15., a 2011-es Ázsia-kupa, valamint Ausztrália a 16., a 2015-ös Ázsia-kupa döntőjét rendezte, ahol az Ázsiai Labdarúgó-szövetség (AFC) JB bíróként foglalkoztatta.

##### 2011-es Ázsia-kupa

###### Selejtező mérkőzés
| Időpont           | Helyszín                               | Mérkőzés típusa           | Mérkőzés        | Eredmény | Nézők száma |
| ----------------- | -------------------------------------- | ------------------------- | --------------- | -------- | ----------- |
| 2009. január 14.  | Nemzeti Stadion, Hanoi                 | előselejtező (D. csoport) | Vietnam–Libanon | 3 – 1    | 13 000      |
| 2009. október 14. | Etihad Stadion, Melbourne              | előselejtező (B. csoport) | Ausztrália–Omán | 1 – 0    | 20 595      |
| 2010. január 6.   | Yellow Dragon Sports Stadion, Hangcsou | előselejtező (D. csoport) | Kína–Szíria     | 0 – 0    | 29 570      |

##### 2015-ös Ázsia-kupa

###### Selejtező mérkőzés
| Időpont             | Helyszín                                | Mérkőzés típusa           | Mérkőzés          | Eredmény | Nézők száma |
| ------------------- | --------------------------------------- | ------------------------- | ----------------- | -------- | ----------- |
| 2013. augusztus 14. | Jalan Besar Stadion, Szingapúr          | előselejtező (A. csoport) | Szingapúr–Omán    | 0 – 2    | 5849        |
| 2013. november 15.  | Prince Mohamed bin Fahd Stadion, Dammám | előselejtező (C. csoport) | Szaúd-Arábia–Irak | 2 – 1    | 21 600      |

#### AFC Challenge Cup
A labdarúgó torna keretében az AFC lehetőséget biztosít a gyengébb labdarúgó válogatottakkal rendelkező nemzetek számára, hogy felmérjék felkészültségüket. A torna egyben a 2011-es Ázsia-kupa selejtezőjeként is szolgált.

##### 2008-as AFC Challenge Cup

###### Selejtező mérkőzés
| Időpont          | Helyszín                         | Mérkőzés típusa           | Mérkőzés         | Eredmény | Nézők száma |
| ---------------- | -------------------------------- | ------------------------- | ---------------- | -------- | ----------- |
| 2008. április 2. | Zhongshan Soccer Stadion, Tajpej | előselejtező (A. csoport) | Tajvan–Pakisztán | 1 – 2    | 800         |
| 2008. április 6. | Zhongshan Soccer Stadion, Tajpej | előselejtező (A. csoport) | Srí Lanka–Tajvan | 2 – 2    | 900         |

##### AFC Challenge Cup
| Időpont            | Helyszín                                | Mérkőzés típusa              | Mérkőzés                  | Eredmény | Nézők száma |
| ------------------ | --------------------------------------- | ---------------------------- | ------------------------- | -------- | ----------- |
| 2008. július 30.   | Gachibowli Athletic Stadion, Haidarábád | csoportmérkőzés (A. csoport) | India–Afganisztán         | 1 – 0    | 300         |
| 2008. augusztus 2. | Gachibowli Athletic Stadion, Haidarábád | csoportmérkőzés (B. csoport) | Nepál–Észak-Korea         | 0 – 1    | 100         |
| 2008. augusztus 7. | Gachibowli Athletic Stadion, Haidarábád | egyik elődöntő               | Észak-Korea–Tádzsikisztán | 0 – 1    | 600         |

#### ASEAN labdarúgó-bajnokság
ASEAN Labdarúgó Szövetség (AFF) támogatásával Vietnám és Indonézia a 2010-es, Malajzia és Thaiföld a 2012-es, valamint Szingapúr és Vietnam a 2014-es Suzuki-kupára átkeresztelt labdarúgó tornát rendezte, ahol az AFC JB hivatalnoki feladatok ellátásával bízta meg.

##### 2010-es Suzuki-kupa
| Időpont            | Helyszín                      | Mérkőzés típusa     | Mérkőzés           | Eredmény | Nézők száma |
| ------------------ | ----------------------------- | ------------------- | ------------------ | -------- | ----------- |
| 2010. december 26. | Nemzeti Stadion, Kuala Lumpur | döntő első mérkőzés | Malajzia–Indonézia | 3 – 0    | 98 543      |

##### 2012-es Suzuki-kupa
| Időpont            | Helyszín                    | Mérkőzés típusa     | Mérkőzés           | Eredmény |
| ------------------ | --------------------------- | ------------------- | ------------------ | -------- |
| 2012. december 19. | Városi Stadion, Jalan Besar | döntő első mérkőzés | Szingapúr–Thaiföld | 3 – 1    |

##### 2014-es Suzuki-kupa
| Időpont            | Helyszín               | Mérkőzés típusa | Mérkőzés         | Eredmény |
| ------------------ | ---------------------- | --------------- | ---------------- | -------- |
| 2014. december 11. | Nemzeti Stadion, Hanoi | egyik elődöntő  | Vietnam–Malajzia | 2 – 4    |